# Transporter: The Series
Transporter: The Series es una serie de televisión de acción franco-canadiense estrenada el 11 de octubre del 2012. La serie está basada en la serie de películas The Transporter creada por Luc Besson y Robert Mark Kamen. Fue desarrollada por Alexander Ruemelin y ha contado con la participación invitada de actores como Greg Bryk, Daniel Fathers, Marco Bonini, Uwe Ochsenknecht, Linda Thorson, David Atrakchi, Stephan Dubeau, Mike Dopud, Hannes Jaenicke, Jamie Spilchuk, Elyse Levesque, Klára Issová, Rachel Skarsten, Dhaffer L'Abidine, entre otros. 
Se estrenó en los Estados Unidos en TNT y en Latinoamérica se estrenó en Cinemax.

## Historia
La trama sigue los eventos y el concepto de la trilogía de las películas, siguiendo a Frank Martin, un conductor profesional independiente que entrega cualquier cosa, en cualquier lugar y por el precio correcto, quien intenta vivir bajo sus tres reglas "irrompibles", las cuales constantemente rompe. 

## Personajes

### Personajes principales
| Actor             | Personaje              | Ocupación                                        | Episodios | Duración        |
| ----------------- | ---------------------- | ------------------------------------------------ | --------- | --------------- |
| Chris Vance       | Frank Martin           | Conductor / ex-Oficial de Operaciones Especiales | 24        | 2012 - presente |
| François Berléand | Tarconi                | Inspector                                        | 14        | 2012 - presente |
| Charly Hübner     | Dieter Hausmann        | Experto en Tecnología                            | 13        | 2012 - presente |
| Violante Placido  | Caterina "Cat" Boldieu | exagente de Inteligencia Francesa                | 12        | 2014 - presente |
| Mark Rendall      | Jules Faroux           | Experto en Computadoras                          | 4         | 2014 - presente |

### Antiguos Personajes principales
| Actor            | Personaje       | Ocupación                        | Episodios | Duración    |
| ---------------- | --------------- | -------------------------------- | --------- | ----------- |
| Andrea Osvárt    | Carla Valeri    | ex-CIA / Experta en Computadoras | 12        | 2012 - 2013 |
| Delphine Chanéac | Juliette Dubois | Agente del DCRI                  | 12        | 2012 - 2013 |

## Episodios
La primera y segunda temporadas estuvieron conformadas por 12 episodios.
Temporada 2
12 (24)
Última parada
11 (23)
16 palmos
10 (22)
Confianza
9 (21)
Euphro
8 (20)
Quimera
7 (19)
El segundo Transporter
6 (18)
Sexo, mentiras y cintas de vídeo
5 (17)
Diva
4 (16)
Vuelta al pasado
We Go Back
3 (15)
Un rayo de esperanza
Beacon of Hope
2 (14)
Bum
1 (13)
Ser o no ser
Temporada 1
12 (12)
Cherchez La Femme
11 (11)
12 Hours
10 (10)
Switch
9 (9)
Ciudad del amor
City of love
8 (8)
Tiburones
Sharks
7 (7)
Échale una mano
Give the Guy a Hand
6 (6)
Hielo seco
Hot Ice
5 (5)
Buzón muerto
4 (4)
Harvest
3 (3)
La hija del general
2 (2)
Payback
1 (1)

## Premios y nominaciones
| Año  | Categoría                                   | Premio                        | Nominados                                                          | Resultado | Referencia |
| ---- | ------------------------------------------- | ----------------------------- | ------------------------------------------------------------------ | --------- | ---------- |
| 2013 | Best Editing in Long Form Television Series | Canadian Cinema Editors Award | Stephen Lawrence                                                   | Ganó      | [ 5 ]      |
| 2013 | Picture Editing - Television Series         | DGC Craft Award               | Stephen Lawrence                                                   | Nominado  |            |
| 2013 | Sound Editing - Television Series           | DGC Craft Award               | Joe Bracciale, Nelson Ferreira, Kevin Howard, Nathan Robitaille... | Nominados |            |

## Producción
La serie es dirigida por Stephen Williams, Brad Turner, Andy Mikita, T.J. Scott, Bruce McDonald y George Mihalka.
Producida por Susan Murdoch y Klaus Zimmermann, y cuenta con la participación de los productores ejecutivos Brad Turner, Fred Fuchs y Timothy J. Lea. Así como con los editores Roslyn Kalloo, Stephen Lawrence, Eric Goddard, David B. Thompson y Don Cassidy, también participa el compositor Nathaniel Méchaly.
El tema principal de la serie es "Working Man" de Rush.
La serie es coproducida por "French Atlantique Productions" y por el "QVF, Inc." Canadiense en asociación con los socios "M6", "RTL Television", "The Movie Network" y "Movie Central".

### Emisión en otros países
| País           | Cadenas/Línea                                                                   | Fecha de Inicio          | Fecha de Finalización |
| -------------- | ------------------------------------------------------------------------------- | ------------------------ | --------------------- |
| Alemania       | RTL                                                                             | 11 de octubre de 2012    | -                     |
| Australia      | FX                                                                              | 20 de marzo de 2013      | -                     |
| Canadá         | HBO Canada Super Écran 1 The Movie Network Movie Central                        | 18 de diciembre de 2012  | -                     |
| Chile          | UCV Television                                                                  | Marzo de 2016            | -                     |
| España         | Antena 3 (2014-2015) La Sexta (2015-) XTRM HD (25-Feb-2016-) Telemadrid (2017-) | 7 de julio de 2014       | -                     |
| Estados Unidos | TNT                                                                             | enero de 2014            | -                     |
| Francia        | M6                                                                              | 6 de diciembre de 2012   | -                     |
| Holanda        | RTL 5                                                                           | 2 de enero de 2014       | -                     |
| Medio Este     | FX                                                                              | 13 de marzo de 2013      | -                     |
| Noruega        | TV 2 Zebra                                                                      | 1 de enero de 2013       | -                     |
| Nueva Zelanda  | SKY TV (Nueva Zelanda)                                                          | 13 de junio de 2014      | -                     |
| Portugal       | MOV                                                                             | 11 de septiembre de 2013 | -                     |
| Reino Unido    | Spike                                                                           | 2015                     | -                     |
| Turquía        | Atv                                                                             | 14 de junio de 2013      | -                     |